# UBBA
UBBA är ett trallpunkband som startades vid påsk 1999 av Mart Hällgren och David Stark. 

## Historia
Mart Hällgren och David Stark (Dadde) spelade tillsammans i bandet Sunday Morning Einsteins, och på hösten 1998 föddes idén om att starta ett trallpunkband. Efter att bandet startades våren därefter, tillkom de två andra medlemmarna Marja och Puttra. Under den första spelningen kallades bandet för Familjen, men bandet bytte snart namn till UBBA, som betyder "Utan B, bara A". I slutet av 1999 hade bandet en mini-turné med Charta 77. I april 2000 släpptes skivan The U-Generation. I slutet av år 2000 ersatte Viktor Lindström Marja. År 2003 slutade UBBA spela aktivt, även om ingen regelrätt splittring någonsin blivit officiell. Hällgren fortsatte spela med sitt eget band Total Egon, Stark gick vidare med Wolfbrigade, To What End? och blev medlem i Asta Kask, Lindström spelade vidare i The Pipelines som senare blev Holiday Fun Club och Puttra spelade då och då punk och rockcovers med ett gäng vänner.

## Bandmedlemmar
- Mart Hällgren - Sång och bas
- Puttra - Gitarr och sång
- Viktor "Viktorious" Lindström - Gitarr och sång
- Dadde - Trummor och sång

## Diskografi
- 1999 - 1972 (Mini CD)
- 2000 - The U-Generation
- 2002 - Slag Under Bältet